# Лэйшу

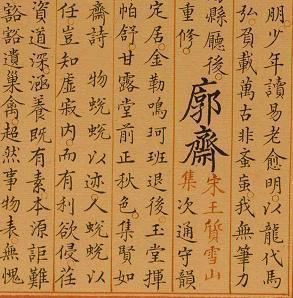
Пример построения текста «Энциклопедии Юнлэ». Крупными иероглифами приведено название рубрики Кочжай (廓斋 — «Великий буддийский пост»). Красной тушью выведены имена собственные и знаки препинания

Лэйшу (кит. трад. 類書, упр. 类书, пиньинь lèishū — дословно «книги, [расставленные] по предметным рубрикам») — традиционный китайский энциклопедический жанр. Подсчитано, что в III—XVIII веках было составлено около 600 государственных и частных лэйшу, из которых полностью или частично сохранились более 200, из которых около десяти и в XXI веке используются специалистами как ценный первоисточник. В течение XIX века лэйшу в традиционном жанре продолжали составляться частным образом, параллельно китайское интеллектуальное сообщество усваивало западные стандарты энциклопедического жанра.
Своды в жанре лэйшу создавались как срез всего доступного в Китае знания на определённый момент времени. В отличие от европейских энциклопедий, лэйшу не имели собственного текста, а представляли собой выдержки из первоисточников, леммы или целые сочинения, сгруппированные по предметам. Обычно рубрикация лэйшу отражала традиционную китайскую иерархию вселенной, начиная от астрономии и географии, до проблем политики, управления, повседневности, животного и растительного мира. Существовали справочники общего характера, охватывающие все сферы бытия: «Небо — Земля — Человек», так и специализированные в области медицины, агротехники, законодательства или государственного управления. Некоторые справочники предназначались для помощи в написании стихов («Пэйвэнь юньфу») или для подготовки к государственным экзаменам, а также для повседневного использования купцами и ремесленниками, не заинтересованными в классическом образовании.

## История
Жанр сочинения, состоящего из цитат первоисточников, или лемм, сгруппированных по категориям (кит. трад. 類, упр. 类, пиньинь lèi), возник в эпоху Троецарствия. Считается, что первая лэйшу «Императорское зерцало» была составлена в 220 году н. э. для правителей государства Вэй и их министров: целью был скорейший поиск моральных и политических прецедентов для использования в придворной практике. Текст энциклопедии не сохранился, а содержание известно из других источников. Самые ранние сохранившиеся образцы жанра относятся к эпохе Тан. Это «Ивэнь лэйцзюй», составленная в 624 году под редакцией Оуян Сюня. Текст включал 100 цзюаней и был разделён на 47 разделов. В 630 году была составлена энциклопедия «Бэйтан шучао», разделённая на 19 секций. Основная часть источников, на которых основана энциклопедия, утрачена. Между 713—742 годами была составлена лэйшу «Чусюэ цзи» в 23 секциях и 313 рубриках, основанных, в основном, на дотанских источниках.
Важным первоисточником для эпох Тан и Пяти династий является «Тайпин юйлань», составленная в 984 году. Текст, разделённый на 55 секций (бу) и 5363 рубрики, включал выдержки из 1690 сочинений, 70 % которых утрачены. В эпоху Сун энциклопедии создавались по императорскому повелению, когда после изобретения книгопечатания была полностью осознана необходимость систематизации и сохранения имеющегося книжного знания. Четыре образцовых лэйшу этой эпохи в традиционной историографии обозначались как «Великие». В их число входил справочник «Цэфу юаньгуй», законченный в 1013 году. По объёму это крупнейшая сунская энциклопедия: 31 раздел и 1104 рубрики. Источники энциклопедии охватывали всю китайскую книжность до 960 года, многие из них утрачены.
В эпоху Юань под редакцией Ван Инлиня была составлена энциклопедия «Юйхай», опубликованная между 1330—1340 годами. Эта лэйшу является важным первоисточником по династии Сун, используя утраченные шилу этого государства. Крупнейшая по размеру лэйшу «Юнлэ дадянь» была составлена в эпоху Мин, но она существовала только в двух рукописных экземплярах, от которых к началу XX века осталось 4 % текста. Из 22 877 цзюаней сохранилось только 797, которые были напечатаны в 1959 году, и неоднократно переиздавались. Это была первая лэйшу, которая включала полные книжные тексты, а не только выдержки из них. При составлении библиотеки «Сыку цюаньшу» из «Юнлэ дадянь» было извлечено 385 более или менее полных книг, которые не сохранились в ином виде. Эта энциклопедия отличалась категоризацией: она была построена по фонетическому порядку рифм справочника «Пэйвэнь юньфу» (всего 76 категорий).
В эпоху Цин при императоре Канси была составлена энциклопедия «Гуцзинь тушу цзичэн», которая в печатном виде являлась величайшим по объёму сочинением энциклопедического жанра, увидевшим свет в Китае. Печатное издание 1728 года включало 10 000 цзюаней, 852 408 страниц, 6 категорий, 32 секции, 6109 рубрик. При составлении образцовой библиотеки-серии «Сыку цюаньшу» лэйшу в сводном аннотированном каталоге были классифицированы по разделу «Философы», категории общих и литературных энциклопедий (3.11 или 44-я во всём своде), в которой было описано 217 энциклопедий-лэйшу в 27 504 цзюанях. Тексты 65 энциклопедий были включены в свод целиком. Они были составлены в период от династии Лян до середины династии Цин. Всего было использовано 10 танских, 27 сунских, 4 юаньских, 12 минских и 11 цинских энциклопедий. Объём этих сочинений был самым разным: энциклопедия династии Лян «Гуцзинь тун синмин лу» 554 года включала всего один цзюань, а литературная антология эпохи Сун «Гуцзинь шивэнь лэйцзю» — 1136 цзюаней. Иногда эти энциклопедии касались современности, как 100-свитковая «Гэчжи цзинъюань» Чэнь Юаньлуна (1652—1736), почти целиком посвящённая китайскому искусству.
Все перечисленные выше издания предпринимались по императорскому повелению и предназначались для узкого круга придворных интеллектуалов и высших сановников. Однако при династиях Сун, Юань и Мин составлялись лэйшу для более широкой аудитории, так называемые «повседневные» (кит. 日用類書). Таковы: географическая энциклопедия «Шилинь гуанцзи» (эпоха Юань), «Полное описание сокровищ Земли» (кит. трад. 萬寶全書, упр. 万宝全书, пиньинь Wànbǎo quánshū, палл. Ваньбао цюаньшу) эпохи Цин, а также провинциальная энциклопедия «Руководство по обучению всему» (кит. трад. 萬用正宗, упр. 万用正宗, пиньинь Wànyòng zhèngzōng, палл. Ваньюн чжэнцзун), распространённая в Фуцзяни и Цзяннани. Рубрикация подобных энциклопедий следовала придворным образцам, но содержание касалось повседневных материй, включая описания торговых путей, нравов и обычаев, и даже суеверий, наподобие выбора благоприятных дней для тех или иных начинаний.
Прекращение официальных изданий лэйшу в конце XVIII века не остановило развития жанра. Ряд частных проектов предприняли редакторы «Сыку цюаньшу», например, Ван Чутун (1729—1821), который составил «Ляньши» (дословно «Записки о ящичке с приданым», кит. 奩史) — первый в Китае свод в 100 цзюанях, целиком посвящённый женщинам и женским делам. Свод был выстроен в предметно-хронологическом порядке, включая цикл жизни от рождения к обручению и браку до смерти, а также особенностям телесного функционирования, одежды и украшений, разных видов деятельности (включая поэзию и искусство), отношений в семье и обществе, женских божеств. В составлении энциклопедии приняли участие более 100 специалистов, большинство из которых были женаты на дамах, которые занимались литературой и имели интеллектуальную репутацию.

## Жанровые особенности
Исследователь интеллектуальной истории Китая Марк Эдвард Льюис связывал возникновение энциклопедического жанра в Китае с циньским сожжением книг и последующей «реставрацией» древнего, в первую очередь, конфуцианского наследия при династии Хань. Начиная от эпохи Хань официальная имперская идеология всегда апеллировала к идеализированному прошлому. Политическая практика требовала создания библиографической науки и классификации имеющегося знания. По словам Гаррета Цюрндорфера, ханьские библиографы (включая Лю Синя и Лю Сяна) применяли одновременно «ретроспективный» и «перспективный» методы. С одной стороны, они активно искали редкие сочинения, включали их в библиографии, составляли аннотации и комментарии, с другой стороны, создавали методы сохранения, передачи и активного использования накопленных книжных собраний. Около 200 года был составлен словарь «Ши мин» — разъяснение терминов в их контексте, иллюстрируемом цитатами из разных сочинений и документов, организованных по семантике. Общая организация «Шимина» была выстроена по иерархии: Небо — Земля — духи — совершенные мудрецы — обычные люди — животные — вещи. В составляемых впоследствии лэйшу общего характера изложение всегда начиналось от Неба и Земли, то есть астрономических явлений, географических, геологических и административных особенностей, переходя к делам людей, а затем предметной сфере, например, утвари или оружию. Собственно, система категорий для словарного материала была использована в конфуцианском памятнике «Эръя». Несмотря на то, что ещё в ханьскую эпоху составлялись словари, основанные на фонетическом принципе или расположении черт иероглифов, в традиции закрепилась предметная категоризация.
Не сохранилось источников, которые бы позволили проследить эволюцию самых ранних представителей жанра. В библиографиях III—IX веков упоминался свод «Хуанлань»; сохранился также текст указа Цао Пи, который повелел при восшествии на престол составить из всех доступных сочинений философов и комментариев к ним компиляцию в «последовательных категориях» (кит. 隨類相從). После династии Суй была восстановлена традиция составления каталогов императорской библиотеки, которые включались в историю династии. В эпоху Тан составлялись многочисленные лэйшу, которые в первую очередь предназначались для повседневной практики государственных чиновников и готовящихся к государственным экзаменам. К концу VII века в развитии жанра явно наметились две параллельные тенденции, связанные с растущим объёмом создаваемых текстов. Во-первых, продолжалось составление универсальных или общих сводов, размеры которых постепенно увеличивались. Во-вторых, появились узкотематические компиляции, авторых которых не претендовали на всеохвантность. Такова буддийская энциклопедия VII века «Фаюань чжулинь», описывающая только предметы, связанные с буддийским учением и его распространением в Китае. Конфуцианский учёный Ду Ю в том же веке создал политико-институционную энциклопедию «Тундянь». «Тундянь» включала девять основных предметных категорий: земледелие, финансы, государственные экзамены, табель о рангах, ритуалы, музыка, военные чины, уголовные наказания, провинциальная администрация, пограничная стража. Тенденция к специализации в энциклопедическом жанре явно нарастала в эпоху Сун. В императорском указе сунского Тай-цзу явно говорилось о ценности лэйшу как сборника исторических источников и прецедентов, а также государственного проекта по поддержке учёных, занимающихся сохранением древнего наследия. Государственные издательские проекты служили для объединения чиновников Севера и Юга страны. Не все из них были напечатаны сразу после составления.
В эпоху Южной Сун, по мере ослабления центральной власти и распространения книгопечатания, составлялись многочисленные частные лэйшу, которые, вероятно, пользовались коммерческим успехом. Сунская библиография, составленная в 1345 году, фиксирует, что за время существования династии было составлено в 12 раз больше энциклопедий, чем за всё время до её воцарения. Отчасти, это было связано с резким ростом кандидатов на государственных экзаменах. В начале XI века число кандидатов на уездные экзамены не превышало 20 000, достигнув в середине XIII века 400 000. Иными словами, кандидаты на роль государственных служащих и учителей нуждались в учебных пособиях. Основная часть лэйшу этого времени были посвящены налогообложению, зерновой дани, землемерному искусству или делам соляной монополии. Отчасти, стимулом для массового книгоиздания стало вторжение чжурчжэней, которое развило у китайских учёных «архивное сознание» и стремление сохранить возможно больший объём письменного наследия в печатном виде. Типичным для жанра этого времени признаётся «Лидай чжиду сяншо» 1180 года. Исследовавшая этот памятник Хильде де Верд (Лейденский университет), отмечала, что каждая рубрика политической энциклопедии разделена на две части: собственно, цитаты из первоисточника, и комментарий. Материалы первоисточников располагались по заголовкам рубрик в хронологическом порядке; в комментарии соответствующие учреждения или законодательные нормы рассматривались в контексте, вводя в функционирование данного института. Однако в эпоху Южной Сун и Юань издавались лэйшу и других типов, что было связано с социальными изменениями. В Китае возникла довольно обширная прослойка образованных людей, которые рассматривали письменную культуру как самостоятельную ценность, не связанную с государственной службой. Кроме того, интеллектуалы нуждались в пособиях по композиции и стихосложению, этикетным требованиям, и тому подобному.
При династии Мин государство вернулось к инициации и контролю над составлением лэйшу, наметилась тенденция к интегрированию содержания. К тому времени печатная техника позволяла создавать сложные иллюстрации и подробные карты. В XVII веке были выпущены примечательные иллюстрированные издания. В 1609 году вышел «Иллюстрированный сборник трёх миров». Под «мирами» подразумевались Небо, Земля и человек. Компиляция включала 14 основных категорий, и критики последующего времени не одобряли разнородность содержания. В 1623 году было выпущено «Собрание рисунков и письмен» (кит. 圖書編), разделённое на четыре категории: конфуцианский канон; космология, астрономия и календарь; география; биографии. Все последние главы финальной категории были посвящены «необъяснимому» и рифмовнику. Карты для этого издания использовали западные достижения, привнесённые в Китай миссией иезуитов. Подобные сборники также свидетельствовали об изменениях общества эпохи Мин, когда возросшие доходы верхушки общества и высокий статус образованности привели к формированию крупных частных библиотек, к которым далеко не всегда предоставлялся доступ всем желающим. Поскольку государство не занималось изданием лэйшу для кандидатов на экзамены и коллекционеров, эта рыночная ниша была занята частными издателями. Показательным считается случай Ху Вэньхуаня (胡文焕), жившего в Ханчжоу на рубеже XVI—XVII веков. Собрав обширную библиотеку, он стал активно распространять имевшиеся у него редкие издания, продавая продукцию своей частной типографии в Ханчжоу и Нанкине. В общей сложности он напечатал 346 названий книг, в том числе серию лэйшу «Собрание правильно классифицированных познаний» (кит. трад. 格致叢書, упр. 格致丛书, пиньинь Gézhì cóngshū, палл. Гэчжи цуншу). Библиографы XVIII века обнаружили более 200 разных версий этой энциклопедии. Наиболее полные издания включали 37 категорий. Также в 1607 году Дун Сычжаном были напечатаны «Пространные записи о различных вещах» (кит. трад. 廣博物志, упр. 广博物志, пиньинь Guǎng bówùzhì, палл. Гуан боучжи). Как и в случае со сводом Ху Вэньхуаня, огромное место в содержании этих энциклопедий занимали естественнонаучные знания, что до известной степени контрастировало с антикварной направленностью жанра. В этих энциклопедиях каждое явление рассматривались в соответствии с их полезностью для человека, и при этом вписывалось в глубокий исторический контекст, представляя генеалогию вплоть до величайших мифических мудрецов древности.

## Философско-методологическая основа
В исследовании Дэвида Холла и Роджера Эймса были специально рассмотрены принципы категоризации, на которых основан жанр лэйшу, в сопоставлении с западной энциклопедией. Западные схемы категоризации сущностей мироздания, впервые предложенные Платоном (вертикальное восхождение от чувственного к умопостигаемому миру, инструментами познания которого выступают математика и диалектика) и Аристотелем (горизонтальная схема организации научного знания на основе логики), которые предполагали единство мира и согласованность способов его познания. Организацию знания Аристотель выстраивал в виде древа, исходя из того, что с помощью анализа можно определить определённую основную сущность, которая позволяет свести общее знание к конкретным категориям. Собственные сочинения Аристотеля были построены как иерархия, организованная по родам и видам, включая подвиды. Неоплатонизм развил эту систему, которая была наглядно представлена в виде «Древа Порфирия», в котором каждому уровню структуры (рангу) присваивалось собственное наименование.

Круговая диаграмма, иллюстрирующая категории энциклопедии «Ивэнь лэйцзю» (984 год)

Китайское понятие «категории/рода» кит. трад. 類, упр. 类, пиньинь lèi, палл. лэй не отсылает к первосубстанции, а организует бесконечное множество индивидуальных вещей по функциональному сходству или родству, что было отмечено Борхесом. Поэтому лэйшу на первый взгляд кажутся хаотичными, особенно, если читать их подряд. Вдобавок, западного читателя китайских энциклопедий неизменно смущало отсутствие терминологических определений, без которых немыслим энциклопедический жанр. Категоризация лэйшу носит иерархический характер, однако логика здесь ситуационная, в основе которой лежат не абстрактные принципы, а исторические примеры (изложение ведётся от самого раннего упоминания того или иного имени или сущности в классическом каноне). Объективный интерес к описанию миру природы появляется в китайских энциклопедиях очень поздно и мало. В энциклопедии «Тайпин юйлань» из 55 разделов-бу шесть посвящены императорам, императорской родне, чиновникам, занятиям чиновников, культу предков и конфуцианским церемониям; по объёму это 35 % всего текста. Это антропоцентрическая логика изложения, но здесь под «человеком» подразумевается конкретный правитель — Сын Неба, — который существует в конкретных исторических обстоятельствах. Все живые существа классифицируются от «благородных» к «низшим»: животные описываются от льва и слона к лисам и крысам; растения — от сосны и кипариса до ежевики и чертополоха. Мировые сущности делятся условно на «природные» и «культурные», положение которых в иерархии зависит от близости к императорскому двору. То есть правитель, утверждая официально составленную энциклопедию, одновременно «называет» вещи, приказывая существовать им определённым способом. На круговой схеме энциклопедии «Ивэнь лэйцзю» сущности, находящиеся в верхней части круга, благородны потому, что приносят императорскому двору наибольшее благо. Сущности, помещённые в нижнюю часть круга, могут оказывать негативное влияние. В центре схемы — правитель, который одновременно представляет перед Небом всё человечество и представляется идеальным образцом человека вообще. Если династия сильна — она является передатчиком небесной центростремительной гармонии во всей Поднебесной, сообщая всем вещам их законное место. По мере ослабления центра периферия погружается в хаос. Таким образом, создаваемые для придворного обихода энциклопедии играли важную роль как зримый инструмент ритуального управления. Чиновники, которые пользовались подобными сводами, прочно усваивали основы имперского миропорядка.
Швейцарский синолог Тома Барбье отмечал, что отбор текстов для тех или иных категорий лэйшу оставался субъективным, поскольку требовал предварительной интерпретации, которая могла отличаться от той, которая существовала в эпоху создания древних текстов. Поскольку составление лэйшу было престижным актом утверждения власти царствующей династии или конкретного монарха, сами эти тексты воспринимались и как средство управления случайностями и избавления царствующего дома от ошибок, приведших к гибели предшествующей династии. Собственно, процедуру категоризации Т. Барбье рассматривал как два совмещённых процесса. С одной стороны, это объективный процесс, в ходе которого редакторы и компиляторы анализировали лексику и выбирали ключевые слова (конкретная категоризация). С другой стороны, это субъективная интерпретация контекстов (абстрактная категоризация).

### На китайском языке
- Jiāng Qìngbǎi. Wénshǐ gōngjù shū gàishù :  [кит.]. — Nánjīng : Jiāngsū fènghuáng jiàoyù chūbǎnshè, 2016年. — 333 p. — (Gǔwén xiànxué jīchǔ zhīshì cóngshū). — Ориг.: 文史工具书概述／江庆柏著．南京：江苏凤凰 教育出版社, 2016. (古文献学基础知识丛书). — ISBN 978-7-5499-5595-4.
- Zhāng Díhuá. Lèishū liú bié :  [кит.]. — Běijīng : Shāngwù yìnshūguǎn, 1985年. — 156 p. — Ориг.: 类书流别 / 张涤华著. 北京: 商务印书馆, 1985.
- Zhāng Jiàn. Shīyùn lèi shūjí kǎo lùn :  [кит.] // Zhōngguó wénhuà yánjiū suǒ xuébào. — 2017年. — Вып. 65. — P. 73—96. — Ориг.: 張健《中國文化研究所學報》 中國文化研究所學報, 2017, 65期. — doi:10.29708/JCS.CUHK.201707_(65).0003.
- Zhōngguó lèishū :  [кит.] / Zhào Hánkūn biānzhù. — Shíjiāzhuāng : Héběi rénmín chūbǎnshè, 2005年. — 537 p. — Ориг.: 中国类书／赵含坤编著. 石家庄：河北人民出版社，2005. — ISBN 7-202-03754-8.

### На европейских языках
- Barbier T. L’assujettissement des textes: quelques réflexions sur le classement par catégories dans les «encyclopédies» (leishu 類書) en Chine ancienne :  [фр.] // Asiatische Studien — Études Asiatiques. — 2017. — Vol. 71, no. 1. — P. 151—165. — doi:10.3406/oroc.2007.1067.
- Bauer W. The Encyclopaedia in China // Cahiers d’Histoire Mondiale. — 1966. — Vol. 10, no. 9. — P. 665—691.
- Chinese Encyclopaedias of New Global Knowledge (1870–1930) : Changing Ways of Thought / Editors M. Doleželová-Velingerová, R. G. Wagner. — Heidelberg, New York, Dordrecht, London : Springer, 2014. — x, 472 p. — (Transcultural Research — Heidelberg Studies on Asia and Europe in a Global Context). — ISBN 978-3-642-35915-6.
- De Weerdt H. The Encyclopedia as Textbook: Selling Private Chinese Encyclopedias in the Twelfth and Thirteenth Centuries // Extrême-Orient Extrême-Occident. — 2007. — No. Qu'était-ce qu'écrire une encyclopédie en Chine?. — P. 77—102. — JSTOR 42635795.
- Dewoskin K. Lei-shu // The Indiana companion to traditional Chinese Literature / Ed. and Compiler by William H. Nienhauser, Jr. — Bloomington : Indiana University Press, 1986. — Vol. I. — P. 526—529. — xliv, 1050 p. — ISBN 0-253-32983-3.
- Elman B. Collecting and Classifying: Ming Dynasty Compendia and Encyclopedias (Leishu) // Extrême-Orient Extrême-Occident. — 2007. — No. Qu'était-ce qu'écrire une encyclopédie en Chine? What dit it mean to write an Encyclopedia in China?. — P. 131—157. — JSTOR 42635797.
- Fu Daiwie. The Flourishing of Biji or Pen-Notes Texts and its Relations to History of Knowledge in Song China (960—1279) // Extrême-Orient Extrême-Occident. — 2007. — No. Qu'était-ce qu'écrire une encyclopédie en Chine? What dit it mean to write an Encyclopedia in China?. — P. 103—130. — JSTOR 42635796.
- Hall D. L., Ames R. T. Anticipating China : thinking through the narratives of Chinese and Western culture. — Albany : State University of New York Press, 1995. — XXlll, 334 p. — ISBN 0-7914-2477-4.
- Kaderas C. Die Leishu der imperialen Bibliothek des Kaisers Qianlong (reg. 1736—1796) : Untersuchungen zur chinesischen Enzyklopädie :  [нем.]. — Wiesbaden : Harrassowitz, 1998. — IX, 336 p. — (Asien und Afrika-Studien der Humboldt-Universitat zu Berlin, 4). — ISBN 3447040599.
- Kuzuoglu U. Codebooks for the Mind: Dictionary Index Reforms in Republican China, 1912—1937 // Information & Culture: A Journal of History. — 2018. — Vol. 53, no. 3/4. — P. 337—366.
- Lewis M. E[англ.]. Writing and authority in early China. — Albany : State University of New York Press, 1999. — vii, 544 p. — (Suny series in Chinese philosophy and culture). — ISBN 0-7914-4113-X.
- Vance B. E. Divining Political Legitimacy in a Late Ming Dream Encyclopedia: The Encyclopedia and its Historical Context // Extrême-Orient Extrême-Occident. — 2018. — No. 42. — P. 15—42. — JSTOR 45018844.
- Wilkinson E.[англ.]. Chinese History: A Manual, Revised and Enlarged[англ.]. — 2-nd ed. — Cambridge, Mass. : Published by the Harvard University Asia Center for the Harvard-Yenching Institute : Distributed by Harvard University Press, 2000. — xxiv, 1181 p. — (Harvard-Yenching Institute monograph series, 52). — ISBN 978-0-6740-0247-0.
- Winter M. Die Hoheit über die Erinnerung—Der Herrscher und das Erinnern in China // Collectors’ knowledge : what is kept, what is discarded = Aufbewahren oder wegwerfen : wie sammler entscheiden :  [нем.] / edited by Anja-Silvia Goeing, Anthony T. Grafton, and Paul Michel ; with the assistance of Adam Blauhut. — Leiden : Koninklijke Brill, 2013. — P. 41—70. — xvii, 464 p. — (Brill’s studies in intellectual history ; volume 227). — ISBN 978-90-04-26214-0.
- Zurndorfer H. T. The passion to collect, select, and protect: fifteen hundred years of the Chinese encyclopaedia // Encyclopaedism from antiquity to the Renaissance / edited by Jason König, Greg Woolf. — Cambridge University Press, 2013. — P. 505—528. — xv, 601 p. — ISBN 978-1-107-03823-3.